# كلير (نيويورك)
كلير (بالإنجليزية: Clare, New York)‏ هي بلدة أمريكية تقع في الولايات المتحدة في مقاطعة سانت لورنس، نيويورك. يقدر عدد سكانها بـ 105 نسمة ومساحتها 251.9 كم2 وترتفع عن سطح البحر 350 متر.